# Alan Bullock
Alan Louis Charles Bullock, Baron Bullock (* 13. Dezember 1914 in Trowbridge, England; † 2. Februar 2004 in Oxford, Oxfordshire) war ein britischer Historiker.

## Leben
Bullock wurde in Trowbridge in der Grafschaft Wiltshire, England geboren, sein Vater arbeitete dort als Gärtner und Prediger. Er studierte am Wadham College der University of Oxford Geschichte und zählte Henry Theodore Wade-Gery und Ronald Syme zu seinen Lehrmeistern. Nach der Promotion 1938 arbeitete er zunächst als wissenschaftlicher Mitarbeiter an Winston Churchills Buch History of the English-Speaking Peoples mit, im Zweiten Weltkrieg war er für den Europadienst der BBC tätig. Nach dem Krieg lehrte er in Oxford und gründete 1962 das St. Catherine’s College. 1967 wurde er Mitglied (Fellow) der British Academy.
Mit dem Buch Hitler: A Study in Tyranny veröffentlichte Bullock 1952 die erste große Biografie über Adolf Hitler, die lange Zeit das Standardwerk der Hitlerforschung blieb. Seine ursprüngliche These von Hitler als rein opportunistischem Machtpolitiker hat Bullock später revidiert. Heute gilt Hitler als Ideologe, der trotz aller taktischen Manöver seine in Mein Kampf programmatisch dargelegten Absichten konsequent verfolgte. Im Jahr 1991 legte Bullock die Doppelbiografie Hitler and Stalin: Parallel Lives vor.
Bullock war sein Leben lang ein Anhänger der Labour-Partei. Seine gemäßigten sozialistischen Ansichten beeinflussten seine historischen Arbeiten, wobei er auch eine dreibändige Biographie über den Gewerkschafter und Labour-Außenminister Ernest Bevin verfasste. In den 1970er Jahren war er Mitglied einer von der Labour-Regierung eingesetzten Kommission über die Mitbestimmungsrechte der Arbeitnehmer. 1972 wurde er in die American Academy of Arts and Sciences gewählt. Wegen seiner Verdienste wurde Bullock 1972 zum Knight Bachelor geschlagen und 1976 als Baron Bullock, of Leafield in the County of Oxfordshire, zum Life Peer erhoben. Im gleichen Jahr wurde ihm der Ehrendoktortitel der Open University verliehen. Im Jahr 2004 starb er in einem Pflegeheim in der Grafschaft Oxfordshire.

## Werke
- Hitler: A Study in Tyranny. London 1952 (deutsch Hitler. Eine Studie über Tyrannei. Droste, Düsseldorf 1953).
- History, Civilization from its Beginnings. London 1962.
- Mother Russia (deutsch Russland, gestern und heute. Humboldt, München 1971).
- Hitler and Stalin: Parallel Lives. 1991 (deutsch Hitler und Stalin. Parallele Leben. Siedler, Berlin 1991).